# Christina Rau
Christina Delius, épouse Rau, née le 30 octobre 1956 à Bielefeld, est la veuve de Johannes Rau, président fédéral d'Allemagne de 1999 à 2004. 
Elle épouse Johannes Rau, alors ministre-président de Rhénanie-du-Nord-Westphalie, de vingt-cinq ans son aîné, en 1982. Le couple a trois enfants, nés entre 1983 et 1986.
Christina Rau est la petite-fille de Hilda Heinemann, elle-même Première dame de la République fédérale d'Allemagne entre 1969 et 1974, en tant qu'épouse de Gustav Heinemann.

## Distinctions
- Ordre de la Croix de Terra Mariana de première classe